# Vordernberg
Vordernberg ist eine österreichische Marktgemeinde mit 945 Einwohnern (Stand 1. Jänner 2025) im Norden der Steiermark (Gerichtsbezirk bzw. Bezirk Leoben), etwa 15 Kilometer nordwestlich der Bezirkshauptstadt Leoben.

## Geografie
Vordernberg liegt am Fuß des Präbichl in den Eisenerzer Alpen. Das hier sehr enge Vordernbergertal trennt die Gebirgsgruppen der Eisenerzer Alpen und des Hochschwab. Vor allem die Wände der westlich des Marktes liegenden Vordernberger Mauern grenzen sehr knapp an das Siedlungsgebiet.
Die Gemeinde hat eine Fläche von 27,74 Quadratkilometer. Davon sind 11 Prozent landwirtschaftliche Nutzfläche, 10 Prozent Almen und 66 Prozent Wald.

### Gemeindegliederung
Vordernberg, kongruent mit der gleichnamigen Katastralgemeinde und Ortschaft, enthält folgende Siedlungen:
- Almhäuser (Rotte)
- Friedauwerk (Rotte)
- Handlalm (Zerstreute Häuser)
- Präbichl (Rotte)
- Sankt Laurenti (Rotte)
- Wegscheid (Rotte)

### Nachbargemeinden
| Eisenerz |                                             | Tragöß-Sankt Katharein (BM) |
|          | Kompassrose, die auf Nachbargemeinden zeigt |                             |
|          | Trofaiach                                   |                             |

## Geschichte

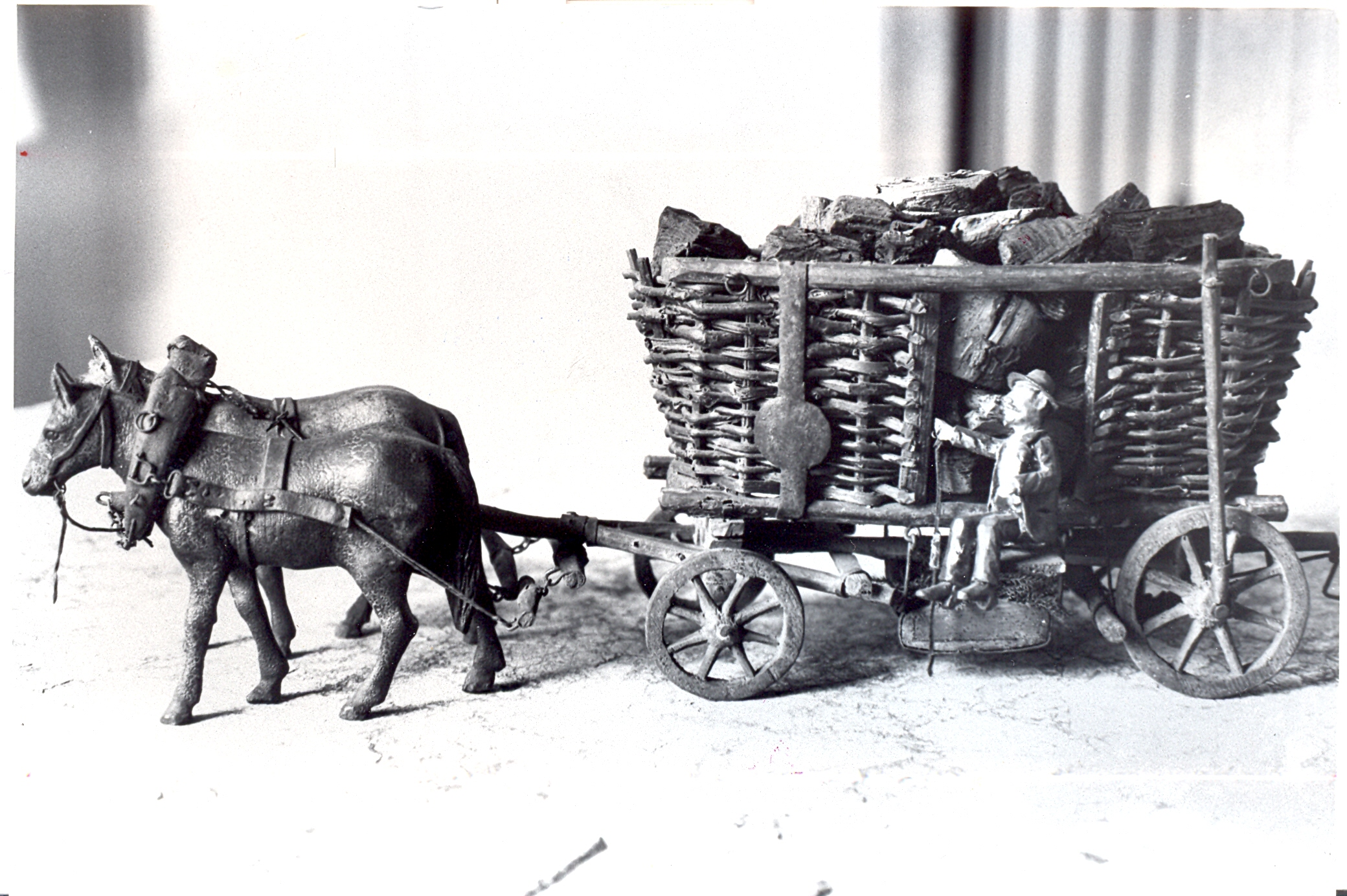
Kohlkrippe

Der Ort Vordernberg war seit seinem Entstehen bis zum Ende des 19. Jahrhunderts, eine bei den Schmelzöfen zur Erzeugung von Roheisen bestehende Siedlung, in der die Eisenbauern bzw. später die Radmeister genannten Gewerken und die Berg- und Hüttenarbeiter, die Fuhrleute und verschiedene Handwerker und Händler mit ihren Familien wohnten und arbeiteten.
Ein großer Teil des am nahen Steirischen Erzberg abgebauten Erzes wurde hier zu Roheisen geschmolzen. Als ein Zentrum der Roheisenerzeugung war Vordernberg jahrhundertelang einer der bedeutendsten Industrieorte in Mitteleuropa. Seit der Einstellung der mittels Holzkohlehochöfen betriebenen Eisenerzeugung und der Verlagerung der Roheisenproduktion vor allem nach Leoben-Donawitz, ist Vordernberg ein schrumpfender Ort mit vielen Relikten aus seiner industriellen Vergangenheit.

### Mittelalter
Die ersten Spuren der Eisengewinnung sind gegen Ende des 1. Jahrtausends nach Christus nachweisbar. Die ältesten Schmelzöfen, deren Reste 1929 entdeckt wurden, fand man auf der zwischen dem Erzberg und dem Präbichl gelegenen Feistawiese. Heute liegen diese Grabungsplätze tief unter dem Abraummaterial des heute noch immer aktiven Bergbaubetriebes. Damals haben Forscher auf der Feistawiese drei Rennöfen ausgegraben, die auf Grund von Münz- und Keramikfunden zunächst als römerzeitlich angesehen wurden. Mit der erst 1946 erfundenen Radiokarbonmethode stellte sich aber heraus, dass die Öfen ins frühe 13. Jahrhundert zu datieren sind.
Bei weiteren Ausgrabungen im Jahr 1929 im Bereich der Almhäuser wurden Reste von zwei Häusern gefunden. Auf Grund von Eisenfunden und großer Feuerstellen hat man sie als Schmieden erkannt und ins frühe Mittelalter datiert.
Um bei den Rennöfen die notwendige Schmelztemperatur zu erreichen, musste Luft eingeblasen werden. Durch die allmähliche Vergrößerung der Öfen konnten die Blasbälge nicht mehr mit menschlicher Kraft betrieben werden. Ab dem 13. Jahrhundert wurden für die Einblasvorrichtungen der Schmelzhütten Wasserräder eingesetzt, worauf der heute noch geläufige Ausdruck Radwerk zurückgeht. Aus diesem Grund erfolgte eine Verlegung der Hüttenplätze einerseits auf der südlichen Seite des Präbichls an den Vordernberger Bach und andererseits nördlich des Präbichls an den Erzbach. Die Radwerke wurden im Laufe der Zeit immer weiter bachabwärts gebaut, da ständig stärkere Wasserkräfte gebraucht wurden.
Im 13. Jahrhundert wurde das Gebiet um den Erzberg „Aerze“ genannt und galt zunächst als eine Verwaltungseinheit. Seit dem 14. Jahrhundert wurden durch Verfügung des Landesfürsten die Erzeugung und der Vertrieb im Süden und Norden des Erzberges klar getrennt. Was unterhalb der am 25. Juli 1524 festgelegten „Ebenhöhe“ (1186,60 Höhenmeter) des Erzberges an Erz gewonnen wurde, ging nach Innerberg, dem heutigen Eisenerz, was oberhalb abgebaut wurde und so leichter über den Präbichl gebracht werden konnte, nach Vordernberg. 1453 verfügte Kaiser Friedrich III. die endgültige Trennung, indem er Vordernberg und Innerberg je ein Marktwappen und das Marktrecht verlieh.
In Vordernberg lag das Schwergewicht der Siedlung im 14. Jahrhundert im Gebiet der heutigen Almhäuser (Altenmarkt) auf 1050 Meter Seehöhe und im 15. Jahrhundert rund um die Laurentiuskirche (Seehöhe rund 900 m). Schließlich verlagerte sich dann die Siedlung noch weiter nach Süden unterhalb der Einmündung des Rötzgrabens (850 m Seehöhe). Maßgebend für die Gliederung des Ortes waren die 14 Radwerke, welche von Norden nach Süden in der Reihenfolge, in der sie am Bachlauf angebracht waren, nummeriert waren. Diese Nummerierung begann mit dem Radwerk I und endete außerhalb des Ortes in Richtung Trofaiach mit dem Radwerk XIV. Etwa seit dem Jahre 1500 sind die Besitzer der 14 Radwerke in Vordernberg namentlich bekannt. Es gibt eine Liste der Radwerksbesitzer, die lückenlos alle Eigentümer aufzählt. Sie schließt 1911 mit der Österreichisch-Alpine Montangesellschaft, die den Betrieb des letzten Vordernberger Radwerks stilllegte.
Wesentlich für die Entwicklung des Eisenwesens der Region war das am 12. März 1314 erlassene Verbot des Landesherrn an die Rad- und Hammergewerken von Vordernberg, ihr produziertes Roheisen unter Umgehung der Stadt Leoben an andere Orte zu bringen. Herzog Friedrich der Schöne verlieh Leoben das „Verlagsrecht für Eisen“, was bedeutete, dass alles Roheisen aus dem Gebiet südlich des Präbichl und südlich von Rottenmann nach Leoben abgeliefert werden musste. Die Wertschöpfung aus dem Roheisen musste also mit den Leobner Bürgern geteilt werden. Diese verkauften das erworbene Eisen an die Hammergewerken weiter, die als Unternehmer der Finalindustrie daraus eine Fülle von Endprodukten machten. So entstanden aus dem über Leoben vertriebenen Vordernberger Roheisen in den Schmieden und Hammerwerken in den Tälern des steirischen Oberlandes Sensen, Waffen, Geräte, Nägel, Blech und Draht. Vor dieser Verfügung von Friedrich dem Schönen war ein bedeutender Anteil an der Produktion über Trofaiach und Judenburg nach Italien, insbesondere nach Venedig verkauft worden.
Von dem nach einem 15- bis 18-stündigen Schmelzgang in den Stucköfen erzielten Maß oder Stuck, einem festen Eisenklumpen, der nach Beendigung des Schmelzprozesses mit schweren Ketten aus dem Ofen herausgezogen wurde, erhielten die Öfen den Namen Stucköfen. Die von den großen, zum Antrieb der Gebläse dienenden Wasserrädern abgeleitete Bezeichnung „Radwerk“ bürgerte sich im 15. Jahrhundert ein. Ein solches Radwerk bestand aus dem Anteil am Bergbau, aus dem Stuckofen mit der zugehörigen Schmelzhalle, dem Erzlager und dem Kohlbarren, einer Wagenremise mit Pferdestall, Arbeiterwohnungen und Verweser- oder Herrenhaus und einem entsprechenden Waldanteil. Das vorläufige Endprodukt beim Schmelzprozess, die Roheisenmaß, wurde über die Verleger in Leoben vertrieben. Das in Vordernberg erzeugte Roheisen wurde von den Leobener Verlegern und von den Hammermeistern in Vordernberg abgeholt. Die mit der Durchführung des Transportes beauftragten Eisenführer wurden lange Zeit nach der Stückzahl der transportierten Roheisenmaße entlohnt. Vom Spätmittelalter bis in das ausgehende 18. Jahrhundert verlief der Eisenhandel vorwiegend über die Verlagsstadt Leoben. Die Leobener Verleger sahen im Holzkohletransport von den Leobener Kohlbarren nach Vordernberg eine willkommene Ergänzung zu ihren Roheisenfuhren. Kaiser Joseph II. hob um 1790 den Verlagszwang auf und gab den Eisenhandel frei.
Während 1625 nördlich des Präbichl die Radwerke, der Erzabbau sowie die Weiterverarbeitung des Roheisens und der Eisenhandel in der Innerberger Hauptgewerkschaft zusammengefasst wurden, blieben die Radmeister und die Eisenverleger südlich vom Präbichl weiterhin selbständig.

### Neuzeit bis zum 20. Jahrhundert
In den Jahren um und nach 1750 wurden, um einiges später als in Kärnten, die bis dahin üblichen Stucköfen in leistungsfähigere Floßöfen umgebaut. Bei der Eisenverhüttung im Floßofen wurde in einem kontinuierlichen Schmelzprozess nur mehr flüssiges Roheisen produziert.
Vom Ausbau der Kommerzialstraße über den Präbichl im Jahre 1750 profitierte Vordernberg. Um diese Zeit waren 108 Schmelzarbeiter und Schmiede im Ort, weiters 379 Bergknappen und Hauer, 110 Erz- und Eisenführer und 251 Holz- und Kohlenarbeiter. Bis 1806 war der Ort Sitz des Oberbergamtes und eines Bergrichters. Um 1850 verarbeiteten 220 obersteirische Hammerwerke Vordernberger Roheisen. Die Hüttentechnik wurde ebenfalls revolutioniert. Die Floßöfen wuchsen zu Hochöfen empor, und schrittweise hielt auch die Dampfmaschine zum Betrieb der Blasbälge Einzug. Das Rösten zur Aufbereitung des Eisenerzes geschah in neuartigen Röstanlagen. Der Ertrag der noch immer mit Holzkohle beschickten Hochöfen steigerte sich ständig.
Die zahlreichen Häuser mit ihren freundlichen Fassaden, die heute dem Ort sein Gepräge geben, entstammen dieser wirtschaftlichen Blütezeit.

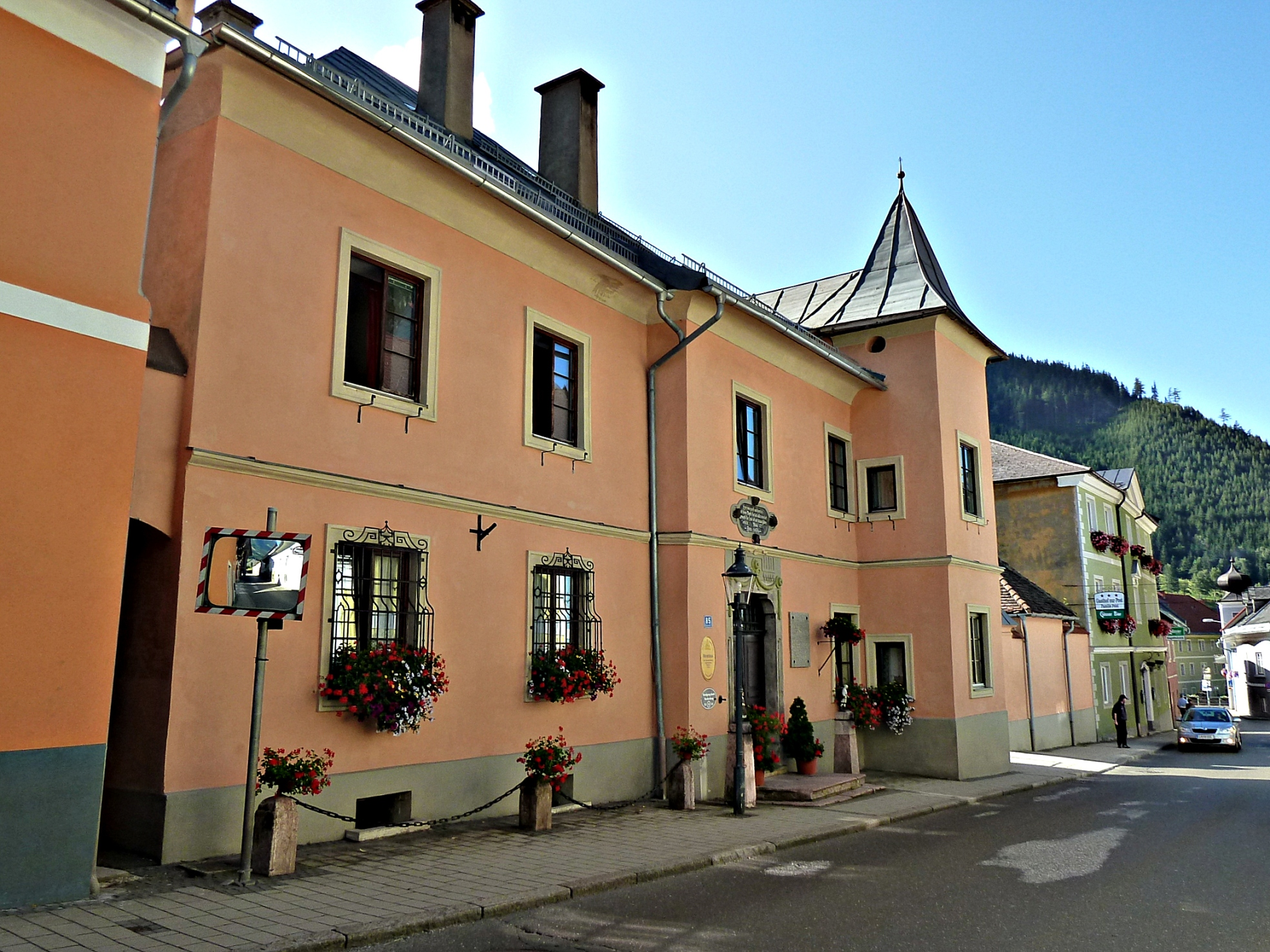
Meranhaus

Zu Beginn des 19. Jahrhunderts kam es zu einer schweren Krise der Vordernberger Eisenindustrie. Im Jahre 1822 wurde Erzherzog Johann Vordernberger Radmeister und kaufte das „Meranhaus“ (heute Hauptstraße 85) als Wohnhaus; Anna Plochl, die spätere Gemahlin des Erzherzogs, hat hier einige Jahre vor ihrer Verehelichung gelebt.
Unter maßgeblichem Einfluss von Erzherzog Johann wurde 1829 die Vordernberger Radmeisterkommunität gegründet. In dieser haben sich 13 von den 14 Vordernberger Radmeistern (Hochofenunternehmern) zu einem Quotenkartell zusammengeschlossen, ihre Anteile am Erzberg zu einem gemeinsamen Eigentum zusammengelegt und rationeller als vorher bearbeitet. Die Erzkosten für die Vorderberger Hochöfen konnten durch die Vereinigung der Gruben und den Bau einer gemeinsamen Förderanlage um knapp 40 % verringert werden. Es dauerte jedoch bis zum Jahre 1836, bis die Umstellung des Abbaues und der Förderanlagen vollzogen war.
Der rege Hüttenbetrieb in Vordernberg erforderte seit dem Ende des 15. Jahrhunderts den Bezug von Holzkohle nicht nur aus den umliegenden Wäldern. Eine „Kholl und Fuhr Lohn-Ordnung“ von 1626 weist nach, dass Holzkohle aus einem weiteren Bereich der Obersteiermark angeliefert wurde.
Der Holzkohlentransport erfolgte mit von Pferden gezogenen Wagen und Schlitten. Solche waren fast ständig auf der Straße nach Vordernberg unterwegs. Es waren dies spezielle Leiterwagen, genannt Kohlkrippen, mit einem geflochtenen Korb, sie fassten ungefähr 5 m³ Holzkohle. 1837 betrug der Jahresverbrauch der Radwerke an Holzkohle 135.000 m³ und 1876 bereits 355.000 m³.
Die Radmeister folgten dem Rat Erzherzog Johanns, und die Radmeister-Kommunität erwarb 1827 die aus den von Kaiser Joseph II. aufgelassenen Stiften Göss und Seckau hervorgegangenen Staatsherrschaften Göss und Seckau, um deren umfangreiche Wälder für die Holzkohlenproduktion zu nutzen.
Im Raithaus wurde am 4. November 1840 die von Erzherzog Johann initiierte Steiermärkisch-Ständische Montanlehranstalt eröffnet, die 1849 nach Leoben verlegt wurde. Aus dieser Anstalt hat sich die Montanuniversität Leoben entwickelt.

Die Lieferung des Eisenerzes über den Präbichl nach Vordernberg war seit jeher sehr schwierig und arbeitsaufwändig. Während auf der Eisenerzer Seite das Erz einfach per Sackzieher (mit Hilfe einer Art hölzernen Sackrodel) und dann später mit einem Schrägaufzug hinab befördert werden konnte, musste man es auf der Vordernberger Seite auf einer längeren Strecke mit Pferdekarren befördern. Deswegen beauftragte Erzherzog Johann seinen Schwager, den früheren Bleiberger Hutmann (Steiger) Johann Dullnig, mit dem Bau einer Transportstrecke mit Schrägaufzügen, Horizontaltrassen und Erzbunkern. In den Jahren 1844 bis 1847 wurde diese Beförderungseinrichtung errichtet. Sie begann mit einer etwa fünf Kilometer langen Horizontalbahn, auf der Zugpferde zwei oder drei Hunte auf hölzernen Schienen vom Erzberg über die Präbichl-Passhöhe und den sogenannten „Lauf“ zum ersten Erzbunker, der Handlalmhalde, zogen. Die Laufstraße und die mittlerweile eingestürzten Mauern der Halde erinnern noch heute daran. Diese Halde fasste ungefähr 13.000 Tonnen noch unbehandeltes Erz und stellte damit einen Teil der Erzversorgung im Winter dar, wenn Schneeverwehungen und Lawinenabgänge den Pass unpassierbar machten. Das Erz wurde über eine weitere Horizontalbahn zur Handlalmbremse, dem ersten Schrägaufzug, befördert. Weiter ging es über die dritte Horizontalbahn zur Bremse am Kohlberg, diese wird im Volksmund als die „Glaslbremse“ bezeichnet. Das Eisenerz wurde beim Fußpunkt der „Glaslbremse“ durch einen sogenannten „Räter“ gesiebt und in Fein- und Groberz unterteilt, auch die unterschiedlich ergiebigen Gesteinsklassen wurden dabei getrennt. Danach gelangte das Erz zur Weinberghalde, welche mit einem Fassungsvermögen von über 85.000 Tonnen die Rohstoffversorgung selbst in den strengsten und längsten Wintern sicherstellte. Das Erz gelangte über den Dachboden in die Halde hinein und über einen Sturzschacht (das ist ein geneigter Schacht, durch den das Erz „hinabgestürzt“ wurde) und einen Sohlstollen wieder hinaus.

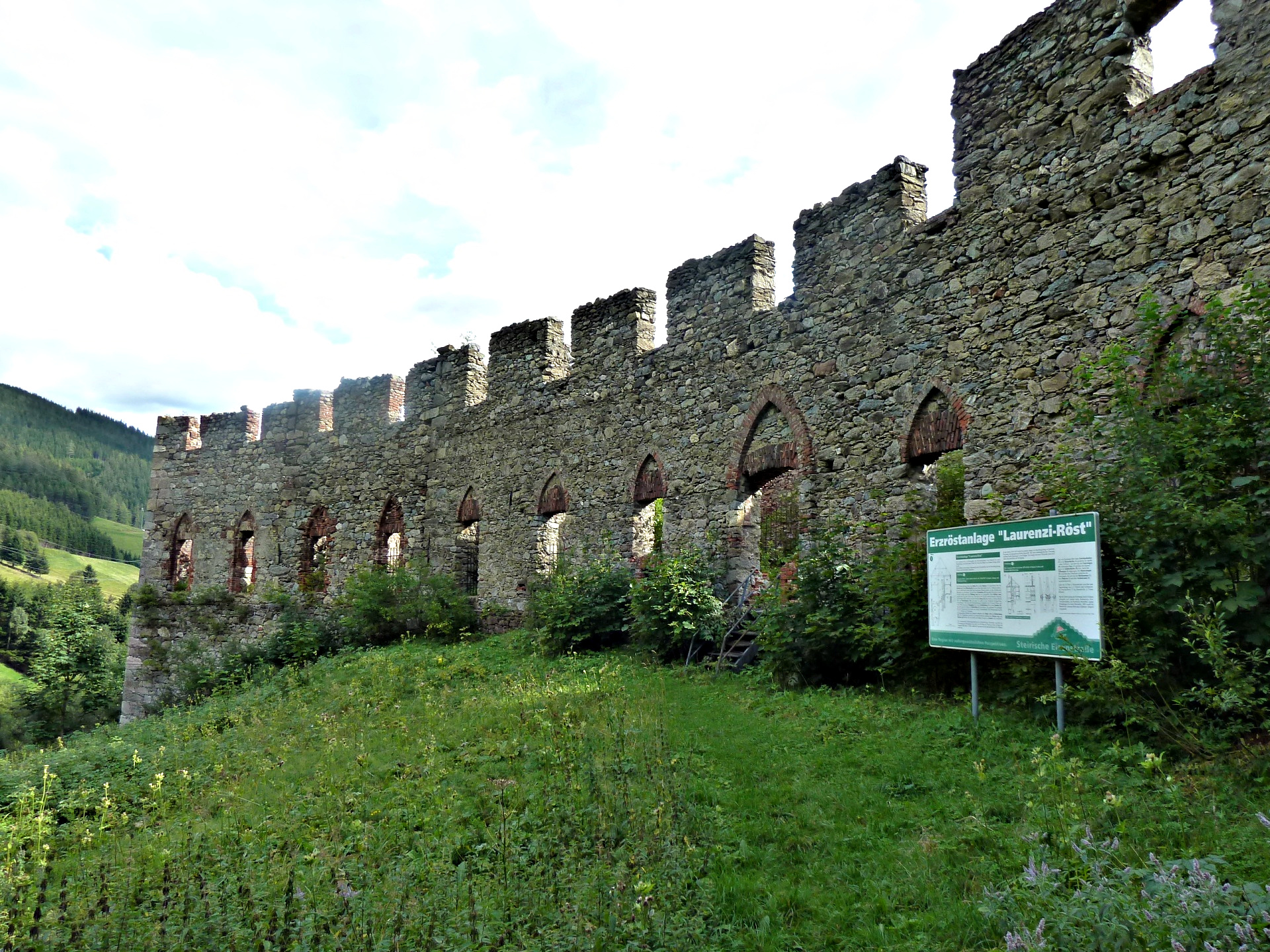
Überreste der Laurenzi-Röst

In einer Röstanlage, die nach der nahe liegenden früheren Pfarrkirche St. Lorenz „Laurenzi-Röst“ genannt wird, hat man das Roherz schonend erhitzt, um ihm Schadstoffe, vor allem Schwefel, auszutreiben. Erzherzog Johann selbst ließ später noch die Neukamhalde mit der entsprechenden Röstanlage hinzufügen, um die Kapazitäten zu erhöhen. Das nun für den Schmelzvorgang günstige Ausgangsprodukt wurde in der Neuberghalde gespeichert. Danach gelangte es noch über einen weiteren Sohlstollen mit anschließender Horizontalbahn zur alten Schönauhalde. Auch hier ließ Erzherzog Johann einen Erweiterungsbau, die neue Schönauhalde, mit einem gigantischen Fassungsvermögen von über 100.000 Tonnen entstehen. Von beiden Halden aus konnte damals das Erz über kürzere Strecken im Ort Vordernberg zu den einzelnen Hochöfen befördert werden.
Auf Fotografien oder Ansichtskarten, die vor 1960 entstanden sind, ist die riesige überdachte Schönauhalde deutlich zu sehen. Dieser Erzbunker brannte im Jahre 1960 ab und beherbergt seit der 1981 durchgeführten Sprengung der Innenmauern mehrere Tennisplätze.
Die Überreste der genannten Halden und Horizontalbahnen können heute großteils besichtigt werden, vor allem wenn man den „Erzwanderweg“ vom Präbichl nach Vordernberg begeht. Dieser ist sehr gut mit großen Tafeln beschildert, die über die einzelnen Bauwerke detailliert Auskunft geben.
In den Jahren 1869/1870 gingen die meisten Radwerke, die bisher im Einzelbesitz der zumindest zeitweise sehr wohlhabenden Radmeister waren, in gesellschaftliches Eigentum über. Ab dem Jahr 1881 bis 1905 erwarb die neu gegründete Österreichisch-Alpine Montangesellschaft mit Ausnahme des Radwerkes XIV alle Radwerke und kam damit auch in den Besitz fast aller Erzanteile auf dem Erzberg.

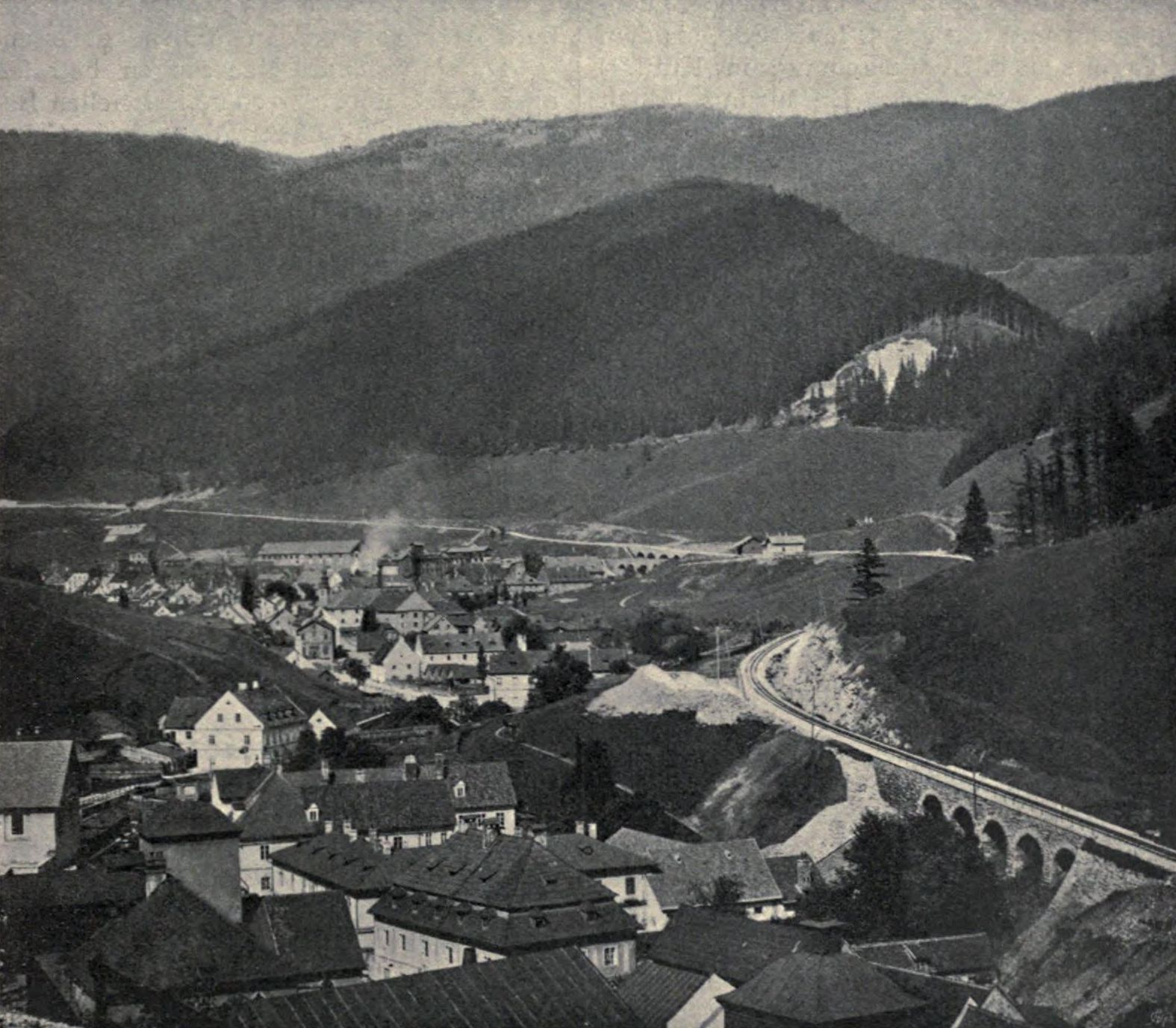
Vordernberg und die Erzbergbahn, zwischen 1891 und 1897

Am 18. Mai 1872 wurde die Eisenbahnlinie von Leoben nach Vordernberg eröffnet. Damit war auch Vordernberg, wie die Lokalpresse damals schrieb, dem „Weltverkehr angeschlossen“. In nur zweijähriger Bauzeit (1889–1891) wurde die Bahnstrecke von Vordernberg nach Eisenerz fertig gestellt. Im Jahre 1891 erfolgte die Inbetriebnahme der Zahnradbahn Vordernberg – Eisenerz. Es gab mehrere Haltestellen in Vordernberg, und zwar Südbahnhof (hier war meist ein längerer Aufenthalt nötig, weil die Zahnradlokomotive angehängt werden musste), Vordernberg-Markt, Glaslbremse und Präbichl. Auch bei der Station Glaslbremse gab es meist einen längeren Aufenthalt, da mit Hilfe des dortigen Wasserkrans bei den Dampflokomotiven das Wasser nachgefüllt werden musste.

### 20. Jahrhundert
Ebenfalls im Jahr 1891 wurde im 15 Kilometer von Vordernberg entfernten Donawitz der erste Kokshochofen in Betrieb genommen. Diese modernere und wirtschaftlichere Art der Eisenerzeugung erzwang nach und nach die Einstellung der noch mit Holzkohle betriebenen Radwerke in Vordernberg. So wurde auch das Radwerk IV im Jahre 1912 ausgeblasen und später zu einem Eisenmuseum umgestaltet.
Mit der Einstellung des letzten Holzkohleofens (Radwerk XIV) im Jahre 1922 ging die ruhmreiche Eisenindustrie Vordernbergs zu Ende.
Bei einem Todesmarsch zum Kriegsende 1945 verübten Mitglieder des Eisenerzer Volkssturms am Präbichl ein Massaker an ungarischen Juden mit mehr als 200 Toten. 1946 wurden zehn Männer für diese Verbrechen von britischen Militärgerichten in den drei Eisenerz-Prozessen zum Tode verurteilt. Ein Mahnmal auf der Passhöhe erinnert heute an die Opfer.
Um die Mitte des 20. Jahrhunderts gab es in Vordernberg viele baufällige Gebäude, die noch von den ehemaligen Radwerken stammten. Man hat viele davon abgetragen und einige interessante Häuser aus der Zeit renoviert, wodurch der Ort ein viel freundlicheres Aussehen bekommen hat.
Ab 1986 wurden die Eisenerzlieferungen vom Erzberg über den Präbichl nach Donawitz eingestellt und erfolgen seither über Hieflau, Selzthal und den Schoberpass. Zwei Jahre später erfolgte die Einstellung des gesamten Eisenbahnverkehrs auf der Präbichlstrecke durch die ÖBB, wobei leider auch sofort die Zahnstangen abmontiert wurden. Seit 1991 befährt die Erzbergbahn (Vordernberg – Eisenerz) in den Sommermonaten als Museumsbahn die historische Eisenbahnstrecke über den Präbichl und den Erzberg.
Als erster Sessellift auf dem zu Vordernberg gehörenden Präbichl wurde 1948 der Polsterlift errichtet. Er war einer der ersten Sessellifte in der Steiermark und überwand 550 Höhenmeter. In den ersten Jahrzehnten reisten die meisten Schifahrer mit dem Zug an. Längere Zeit gab es sogar einen Zug, der am Wochenende von Graz direkt auf den Präbichl fuhr und zumeist voll besetzt war. Später gab es zusätzlich auch im Grübl zwei Schlepplifte und einen weiteren Schlepplift am Polster-Osthang oberhalb der Leobner Hütte. Der seit 1948 bestehende Einserlift wurde 2016 eingestellt. Nötige Adaptierungen für eine Verlängerung der Konzession um 20 Jahre hätten 1,5 Mio. Euro gekostet. Die Initiative Polsterlift neu sammelte 9000 Unterschriften und am Ende 500.000 Euro Spenden (von ursprünglich geplanten 750.000), um den Lift weiter betreiben zu können. Das Land, das die zweite Kostenhälfte zugesichert hatte, sagte im Juli 2017 die Finanzierung des Fehlbetrags zu. Ende März 2022 hat die Landesregierung 750.000 € zum Bau eines Lawinenschutzes freigegeben. Dieser ist für eine Betriebsbewilligung des bereits fertiggestellten Nachfolgelifts nötig, der im Winter 2021/2022 schon fertiggestellt war.
Wichtig für die Region war die Eröffnung der um 153 Mio. Schilling, mit finanzieller Hilfe des Landes Steiermark, neu errichteten Skiliftanlagen auf dem Präbichl im Jahre 1998. Seit 2002 ist die Marktgemeinde Vordernberg Haupteigentümer der Liftgesellschaft.
Im Jahre 2000 kam es zum Abschluss der Errichtung einer öffentlichen Kanalisationsanlage für das gesamte Gemeindegebiet von Friedauwerk bis Präbichl und zur Errichtung eines privaten Fernheizwerks, das mit Hackschnitzeln befeuert wird.

### 21. Jahrhundert
In den vergangenen Jahren wurden Selbstversorgerhütten und Selbstversorger-Ferienwohnungen errichtet. Ab 2009 wurde im südlichen Bereich Vordernbergs ein Gewerbepark durch die K. u. E. Ehweiner GmbH errichtet.
Im Februar 2010 wurde entschieden, dass im Süden von Vordernberg ein Anhaltezentrum gebaut wird, das zur Unterbringung von Flüchtlingen dient, denen in Österreich kein Asyl bzw. keine Aufenthaltsbewilligung erteilt wird. Dieser Entscheidung war eine Volksabstimmung in Vordernberg vorausgegangen. Der Bau des Anhaltezentrums Vordernberg war deshalb erforderlich, da andere Polizeianhaltezentren nicht mehr alle abzuschiebenden Flüchtlinge ordnungsgemäß unterbringen konnten. Es wurde am 15. Jänner 2014 eröffnet.
Anfang des Jahres 2012 begannen Gespräche zwischen den benachbarten Gemeinden Gai, Hafning, Trofaiach und Vordernberg, die einen Zusammenschluss dieser vier Gemeinden zum Ziel hatten. Am 30. September 2012 wurde über das Ergebnis dieser Verhandlungen eine Volksabstimmung abgehalten. Die Bewohner von Vordernberg (82 % von 62 % der Wahlberechtigten) stimmten mehrheitlich gegen diese Gemeindefusion.
Zu verschiedenen Zeiten kam es vor, dass der zum Schutz des Ortes bestehende Bannwald auf der sehr nahe an den Ort heranreichenden Vordernbergermauer ausgedünnt war und es dadurch zu Lawinenabgängen bis in den Ort gekommen ist. Im potenziellen Wirkungsbereich der gefährlichsten Lawinengänge liegt das südliche dicht besiedelte Ortsgebiet von Vordernberg um das ehemalige „Steyrer Gewerkenhaus“ sowie die B115 Eisenbundesstraße. Zuletzt sind in den Jahren 2013 bis 2014 umfangreiche Schutzmaßnahmen in Form von Aufforstungen und technischer Lawinenverbauungen im Bereich dieser Gefahrenzonen erfolgt. Auch im 17. Jahrhundert gab es in diesem Gebiet Lawinenabgänge, wie man dem aus dieser Zeit stammenden Hausbüchl der Stampferin entnehmen kann.

### Einwohnerentwicklung
Daten stammen von Statistik Austria.

## Kultur und Sehenswürdigkeiten

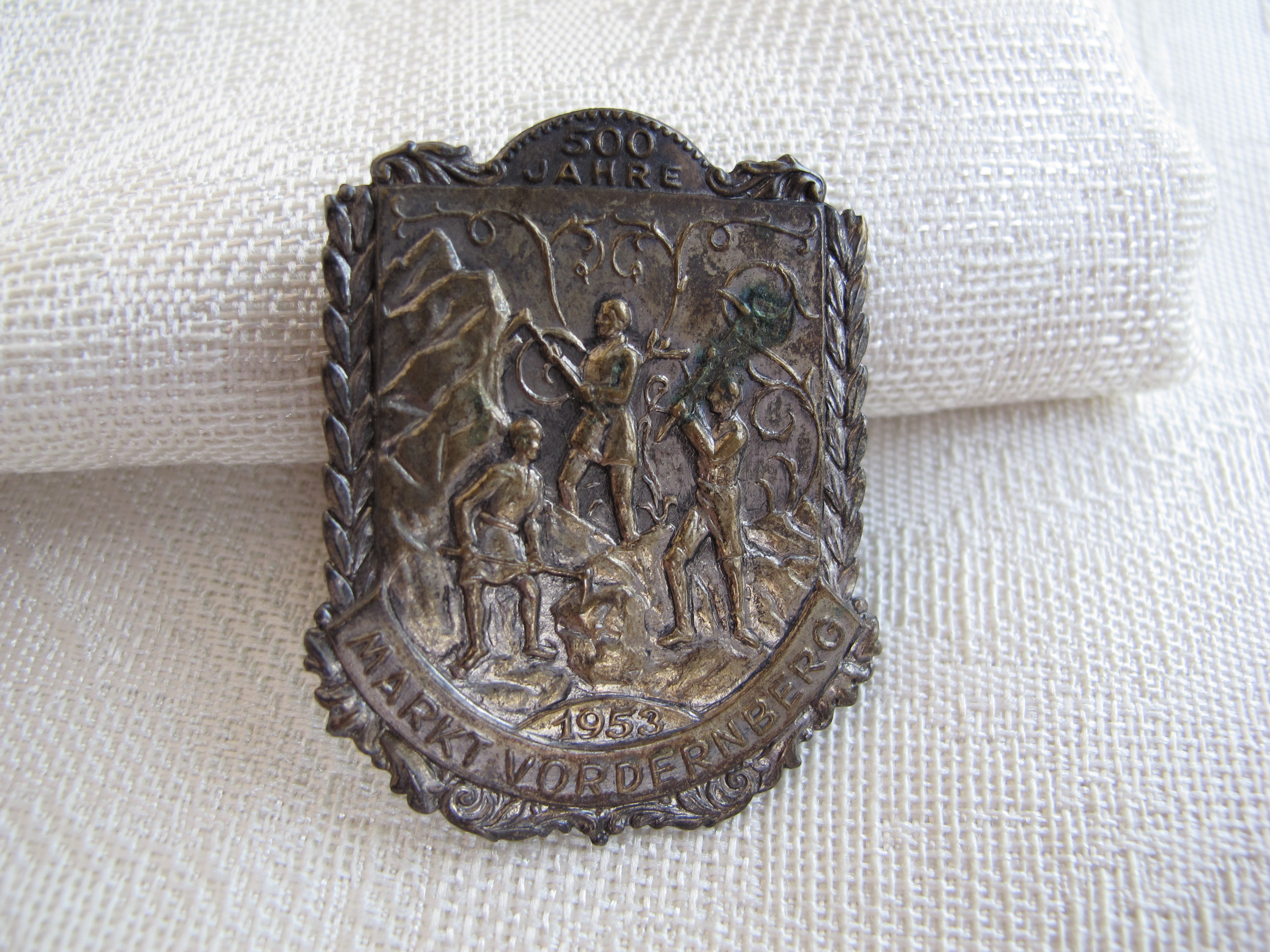
500 Jahre Markt Vordernberg – 1953

- Das Hochofenmuseum des Radwerks ist eine bedeutende eisengeschichtliche Sehenswürdigkeit und ist der einzige noch vollausgestattete Holzkohlenhochofen Österreichs. Das 1846 an Stelle einer alten Anlage in einem monumentalen, klassizistischen Stil errichtete Radwerk IV ist nach der Betriebsstilllegung im Jahr 1911 schon 1928 unter Denkmalschutz gestellt worden. Nach Instandsetzungsarbeiten wurde dieses Zeugnis historischer Roheisengewinnung ab 1959 als Hochofen- und Eisenmuseum der Öffentlichkeit zugänglich gemacht.[18]
- Die Lehrfrischhütte gehörte zur unten erwähnten ehemaligen Montanlehranstalt. Sie enthält sämtliche Anlagen, die zur Veredelung des Roheisens zu Stahl (Frischen) und zur Herstellung von Fertigfabrikaten nötig werden. Sie wurde zur Schauschmiede umgebaut und enthält auch ein rückschlächtiges Wasserrad für den Antrieb des Schwanzhammers.
- Im Raithaus wurde 1840 die von Erzherzog Johann initiierte Steiermärkisch-Ständische Montanlehranstalt eröffnet. Die Lehranstalt wurde 1849 nach Leoben verlegt und daraus entwickelte sich im Lauf der Jahre die Montanuniversität Leoben. 2015 hat der Verein der Freunde des Radwerkes IV das Raithaus samt Garten und Markscheiderpavillon aus einer Konkursmasse gekauft. Es wurde in der Zwischenzeit saniert und wurde der Sitz des Montanhistorischen Vereins. Ursprünglich diente das Raithaus als Verrechnungszentrum der Radmeister-Communität. Davon kommt auch der Name: Raiten ist ein veraltetes Wort für „abrechnen“, das vor dem 19. Jahrhundert noch im Gebrauch war.
- Das Rathaus ist mit einem runden Eckturm ausgestattet, und enthält unter anderem eine Stuckdecke aus 1720. Es war einst der Sitz der Gewerkenfamilie Schachner.
- Das Steyrerhaus weist einen vorspringenden Turm auf und eine stuckierte Saaldecke von 1670. Es befindet sich auf dem Marktplatz.
- Oberhalb des Marktplatzes mit seiner schmiedeeisernen Brunnenlaube befindet sich das Meranhaus. Hier lebten und wirkten die Gewerken des Radwerkes II. Es wurde 1684 von Hans Adam Stampfer von Walchenberg neu errichtet. Ab 1822 war es in Besitz von Erzherzog Johann von Österreich. Neben einigen weiteren Gewerkenhäusern ist vor allem noch zu erwähnen:
- Pfarrkirche Maria Himmelfahrt aus dem 15. Jahrhundert
- Die 1465 erbaute spätgotische Sankt-Laurentius-Kirche liegt zirka einen Kilometer oberhalb des Ortes in Richtung Präbichl, sie wurde 2004 renoviert.

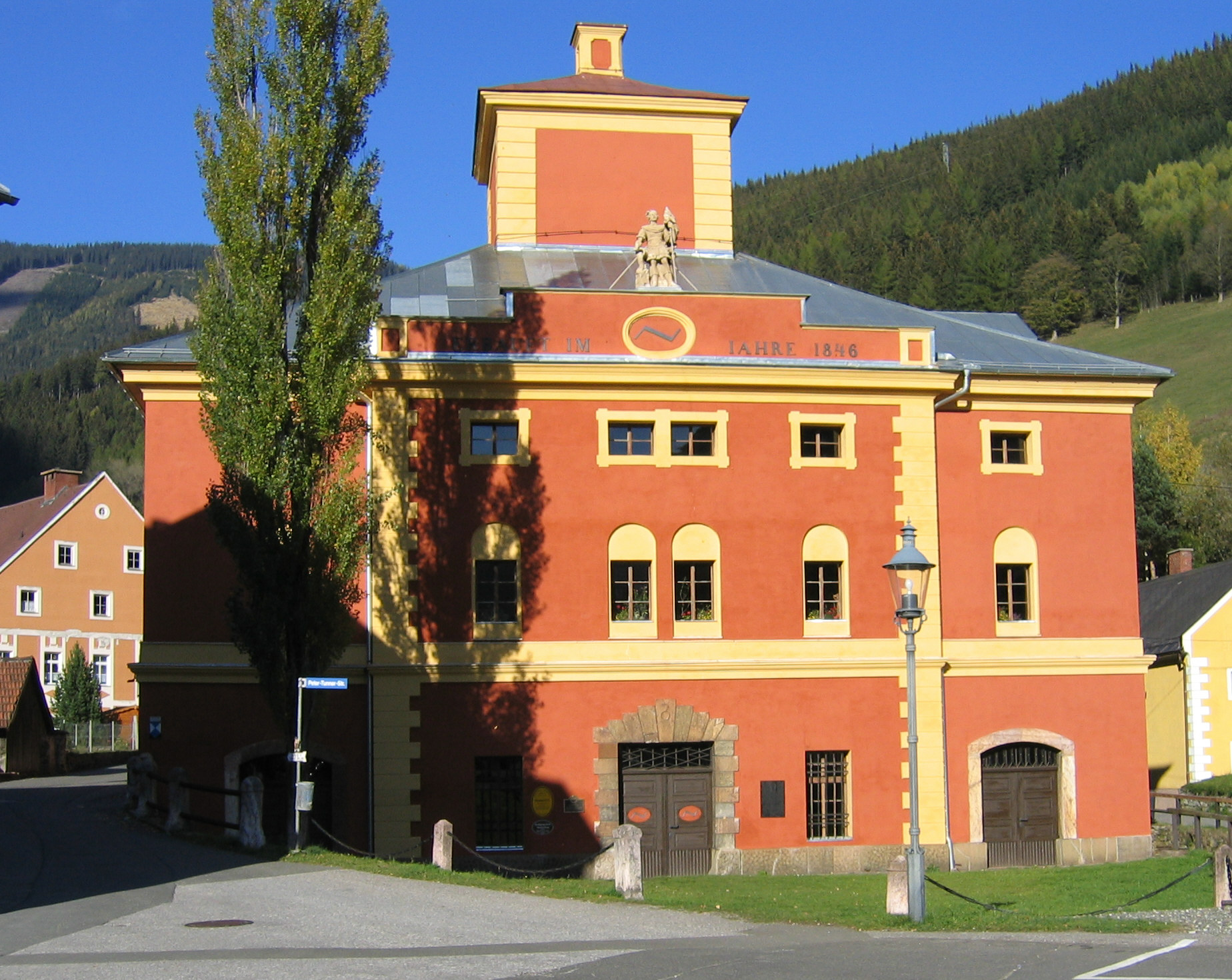
Hochofenmuseum Radwerk IV
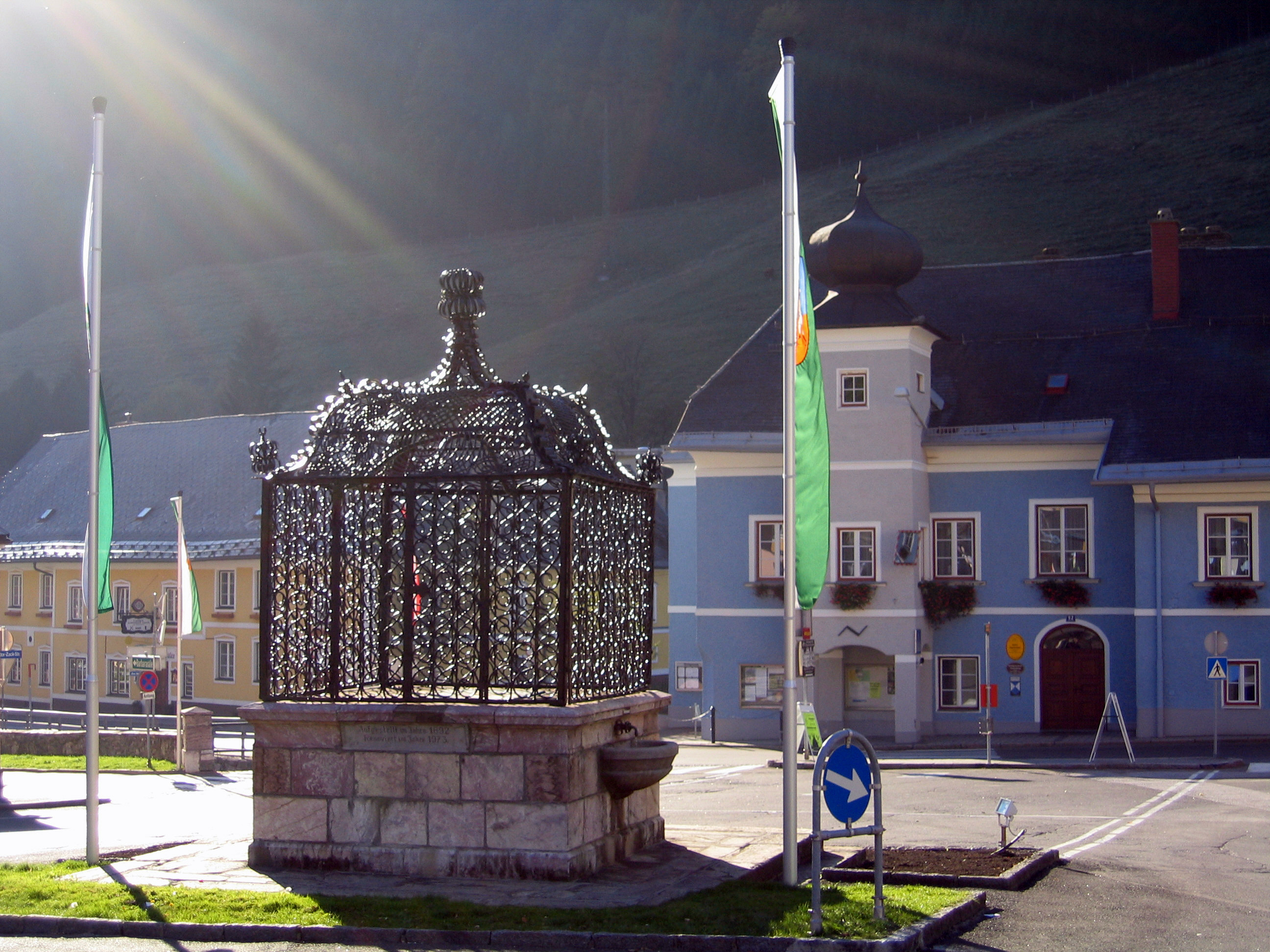
Hauptplatz Schmiedeeiserner Brunnen und Steyrerhaus
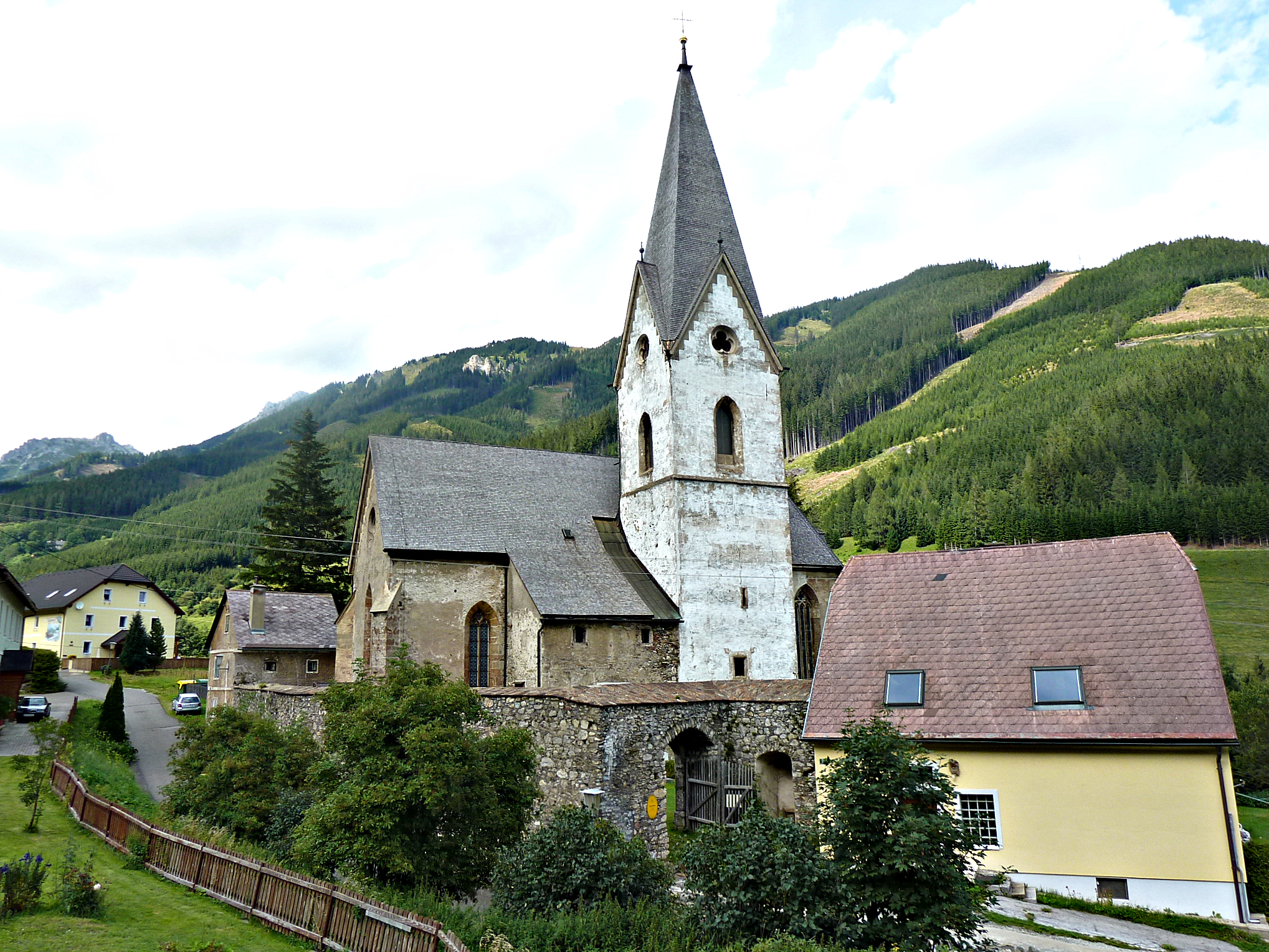
Laurenzikirche – St.Laurentius-Kirche
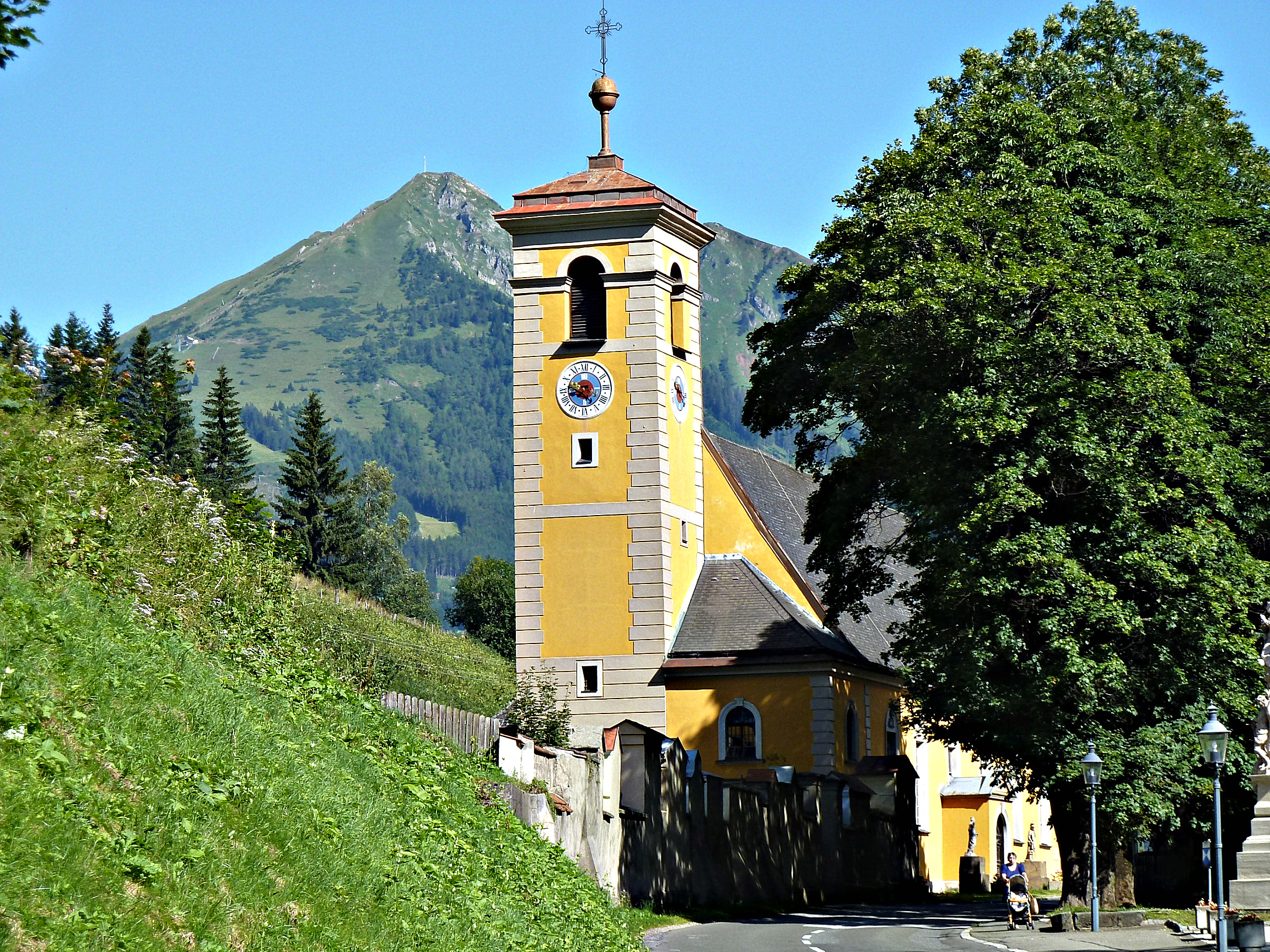
Pfarrkirche Maria Himmelfahrt
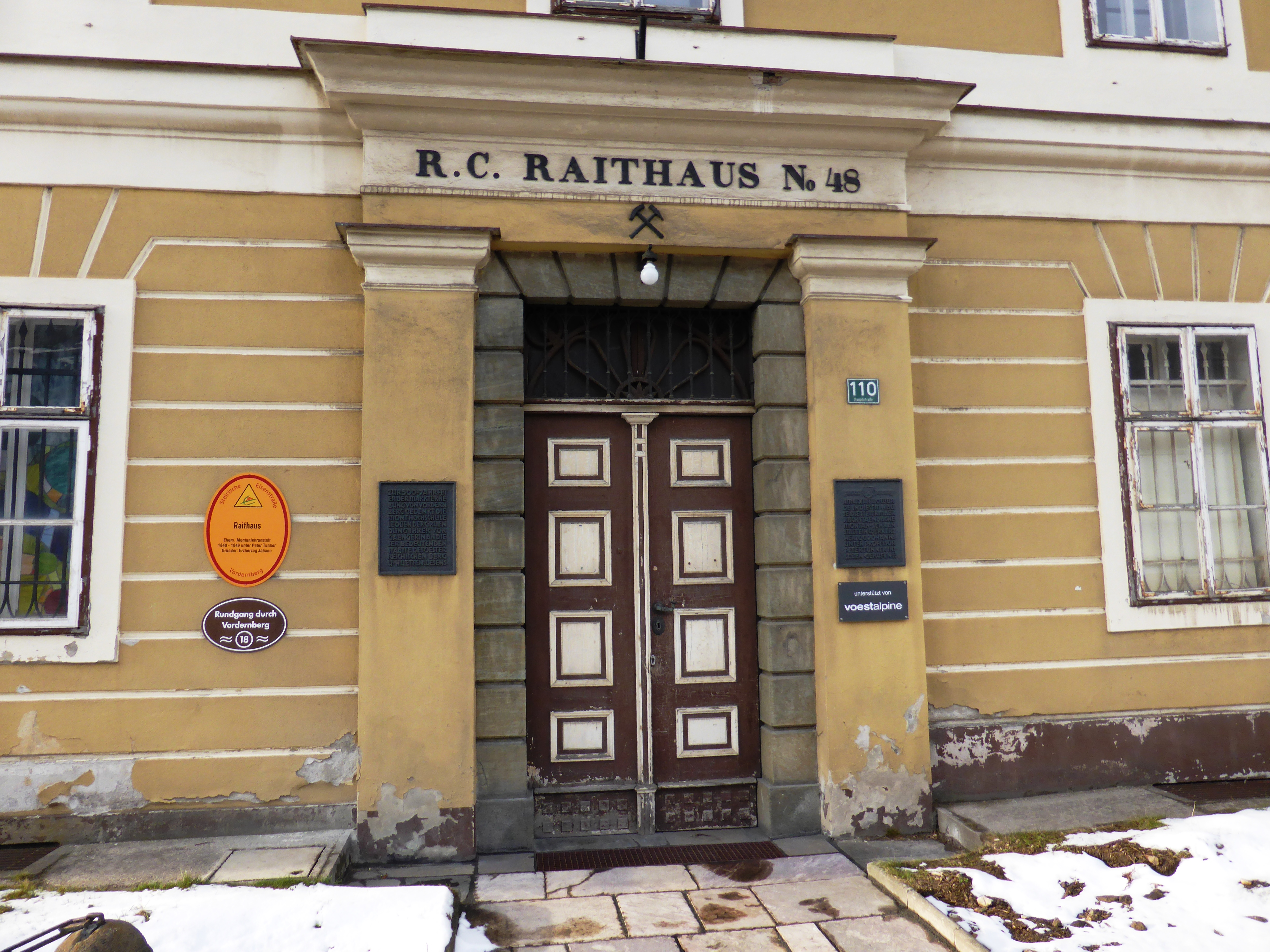
Raithaus
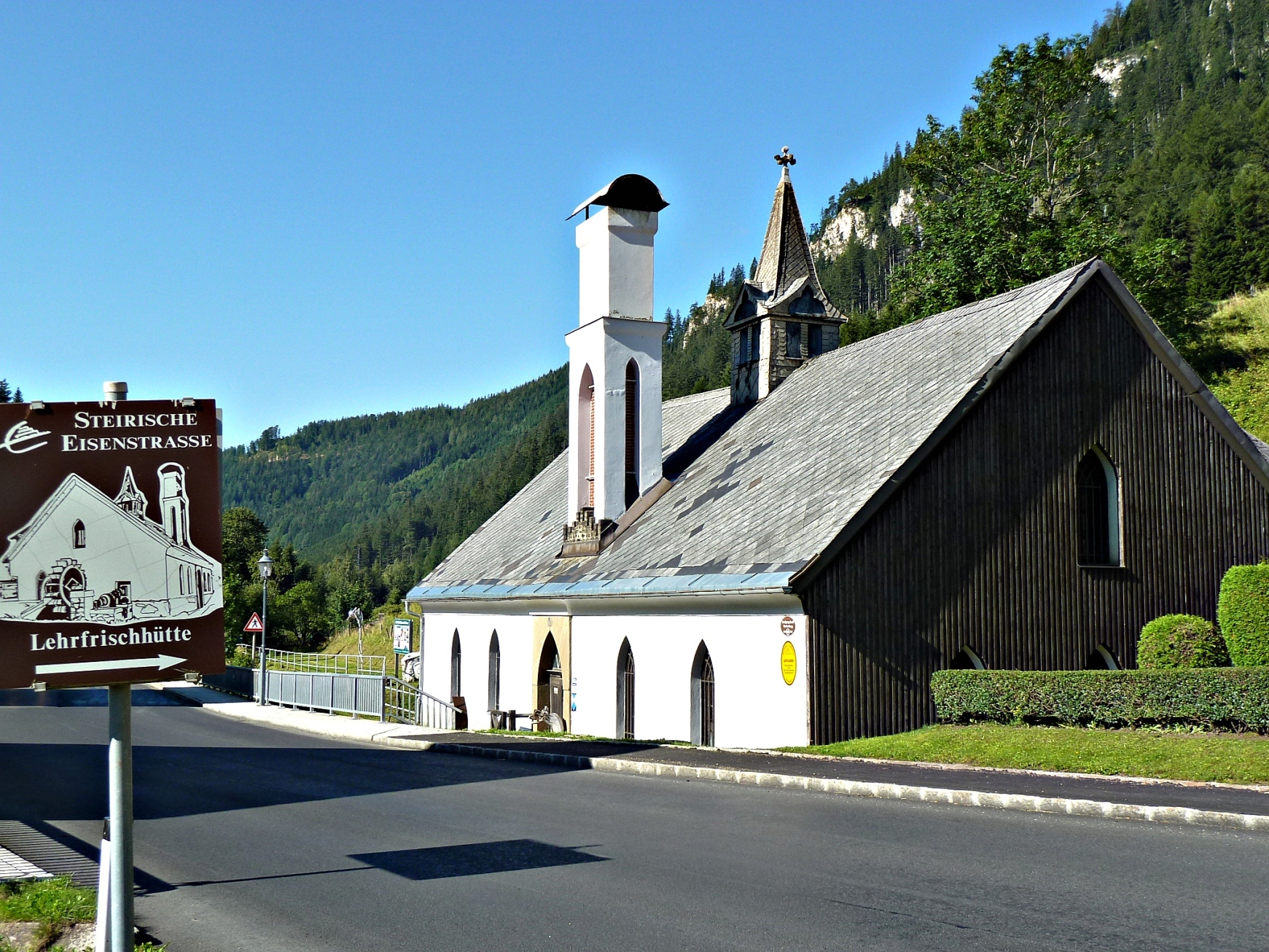
Lehrfrischhütte
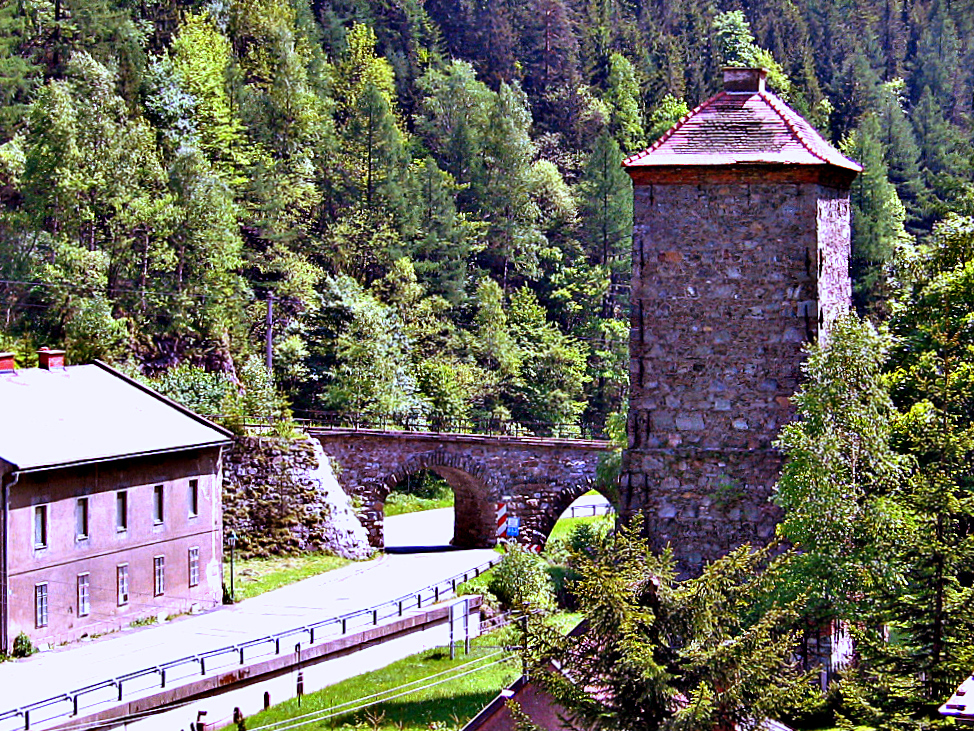
Radwerk X Ofenstock
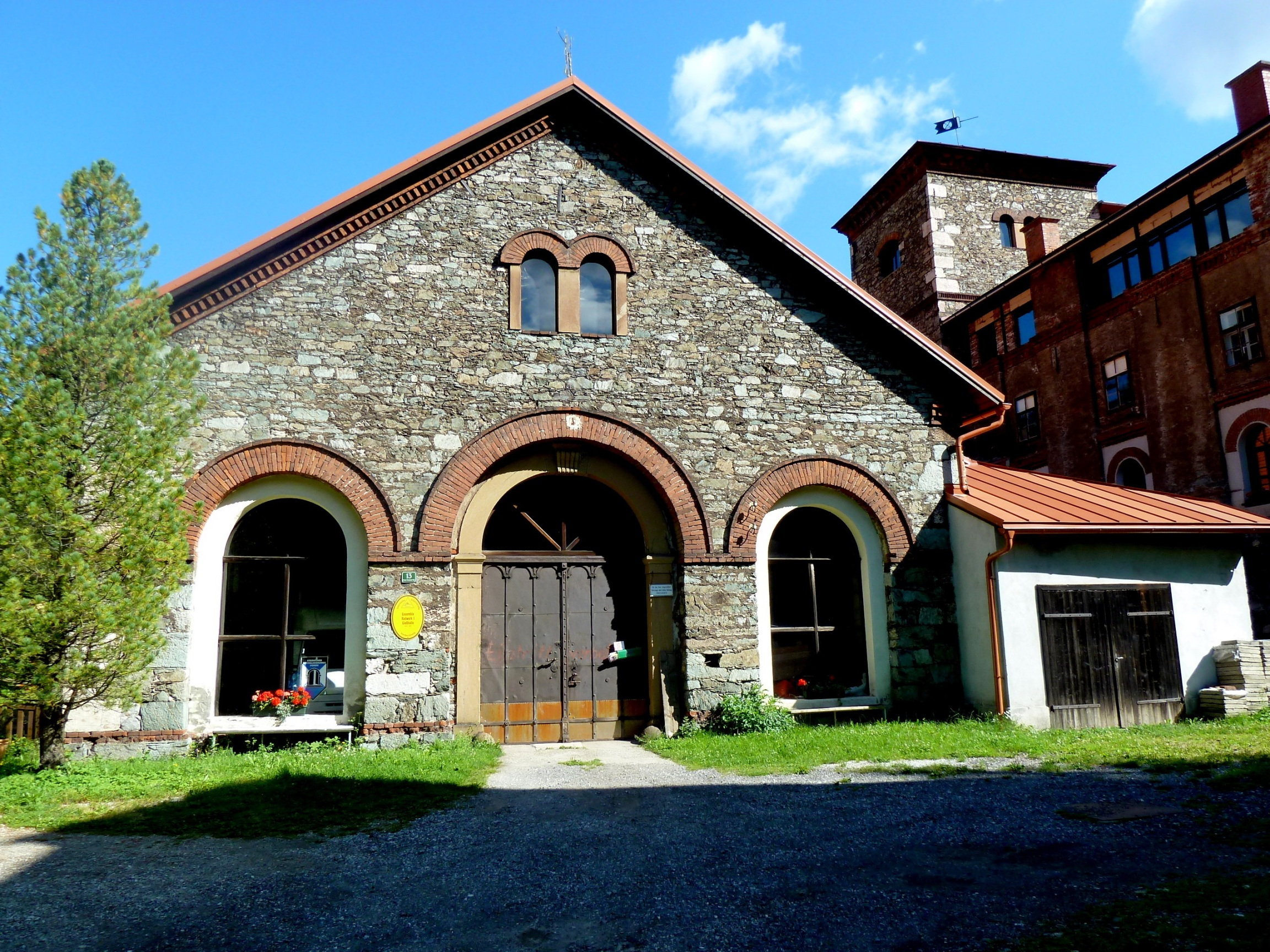
Radwerk I Hüttengebäude und Röstanlage
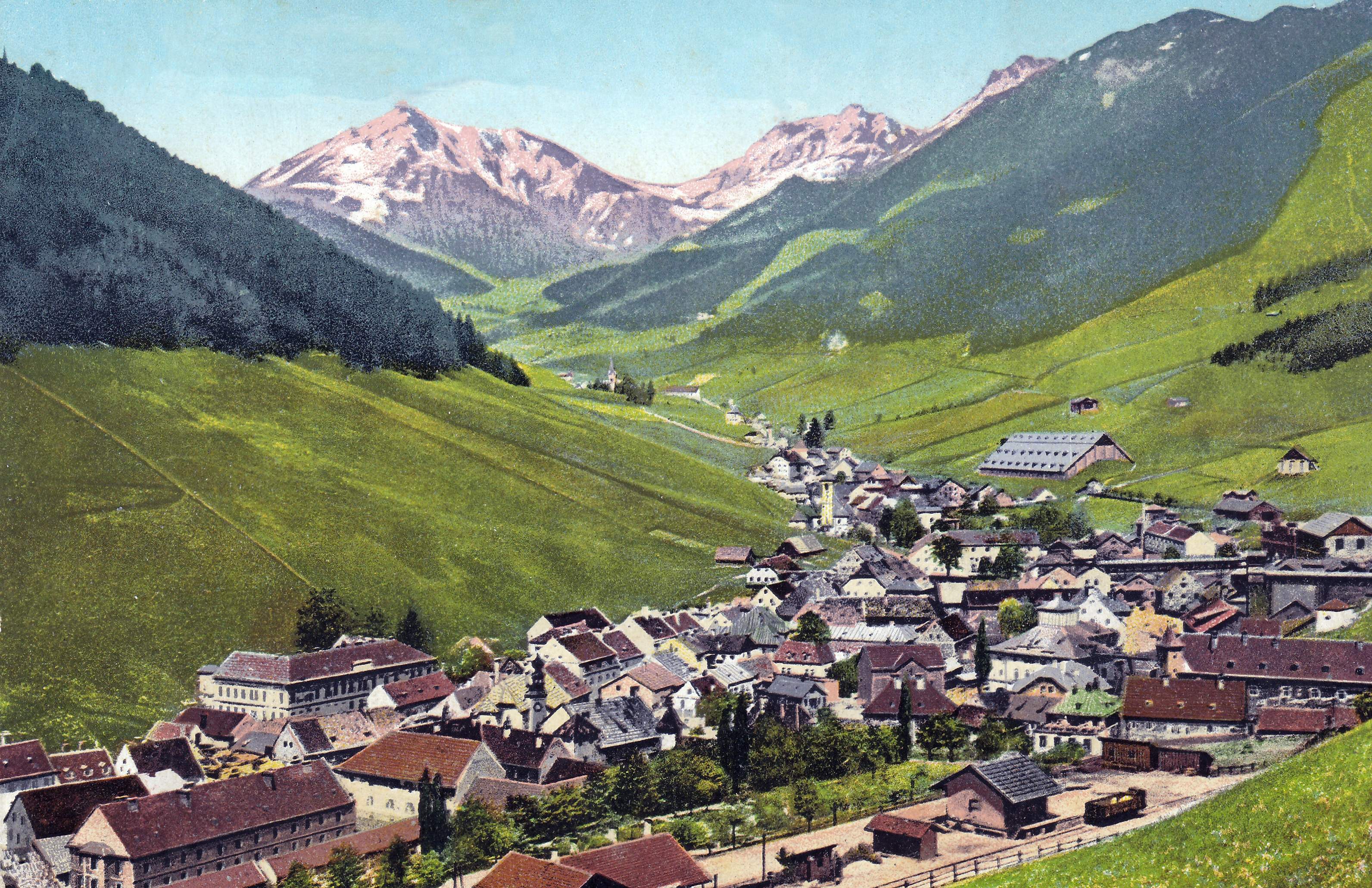
Vordernberg Ansicht 1955
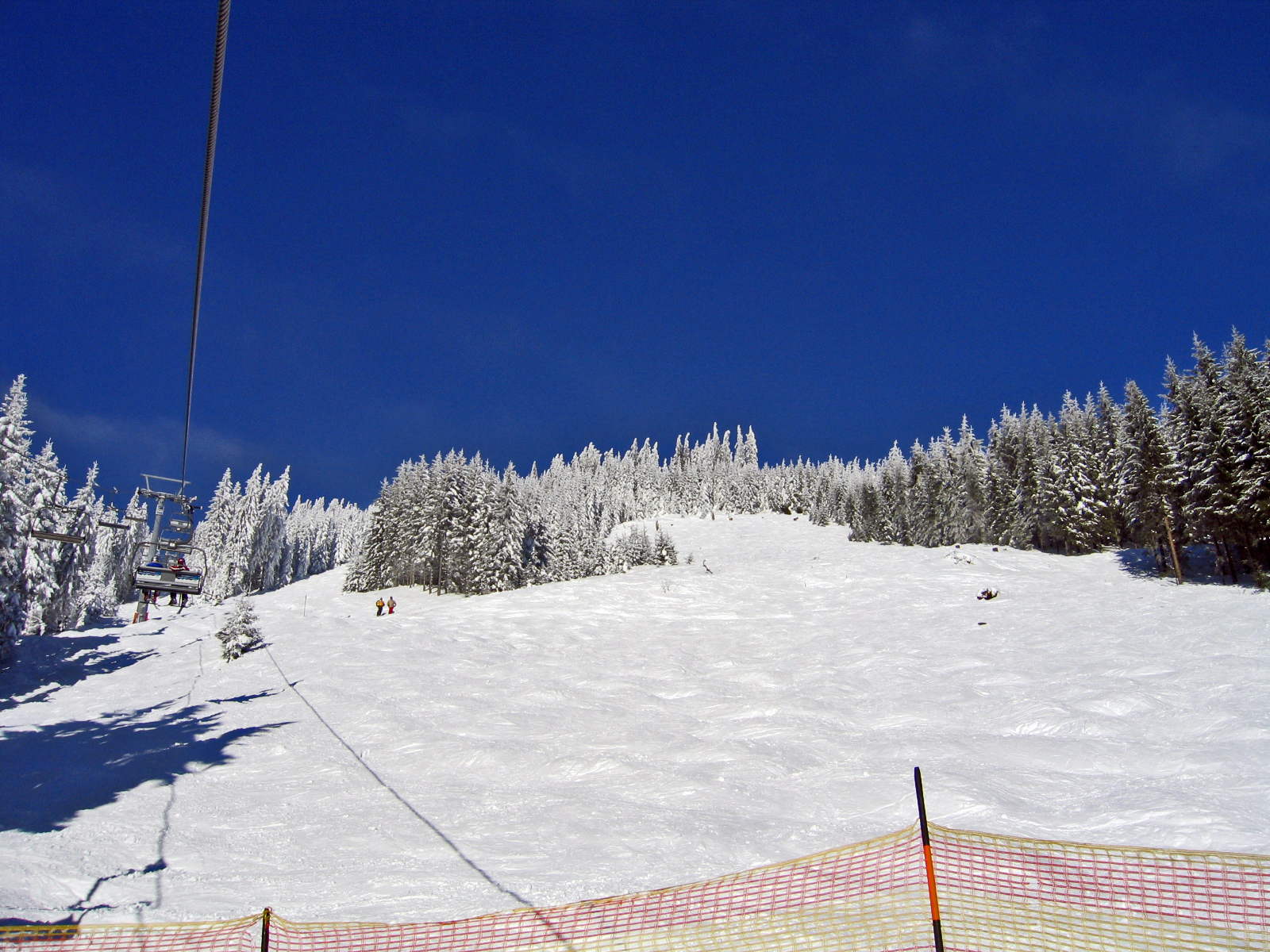
Schigebiet Präbichl
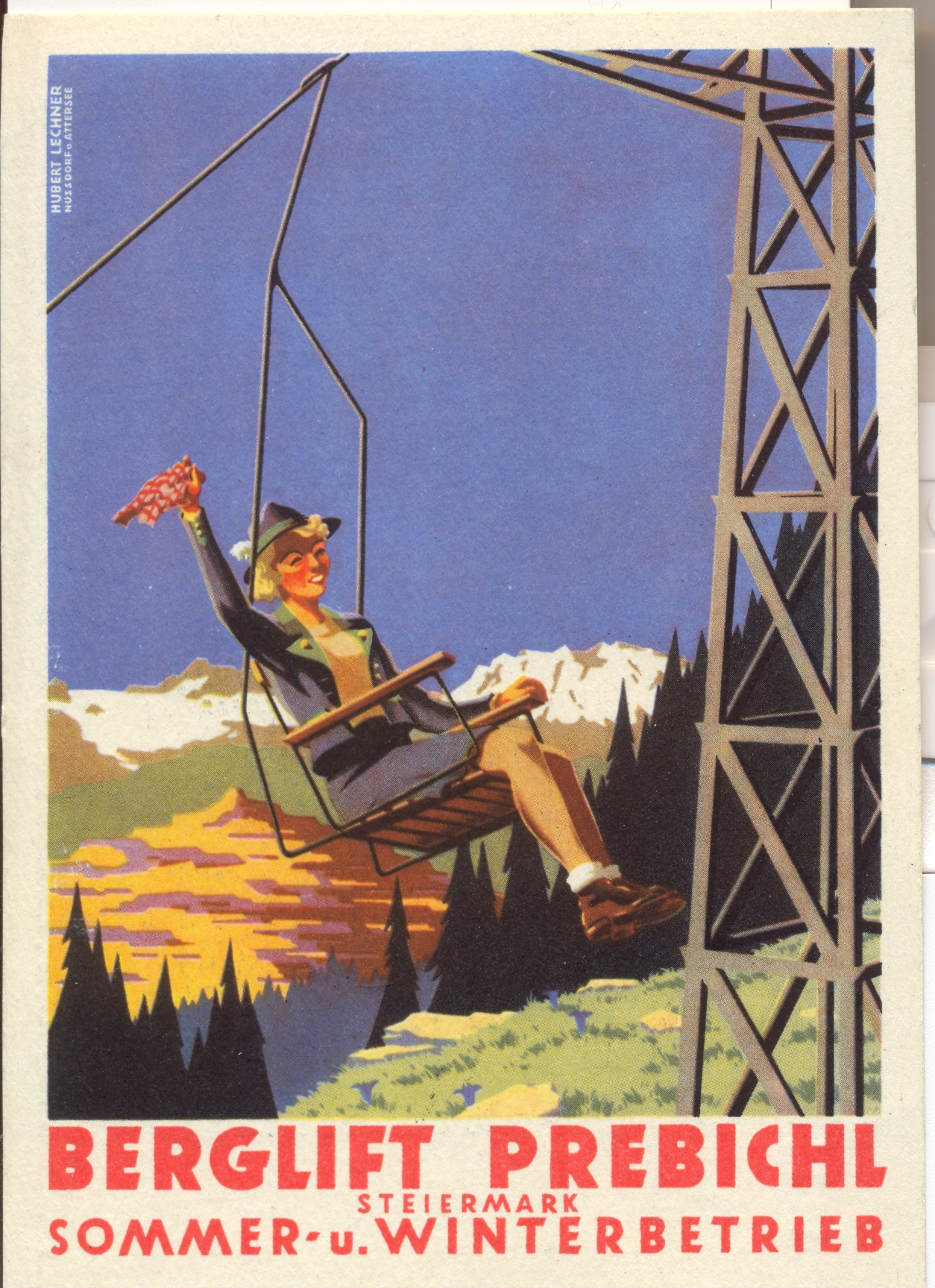
Plakat von ungefähr 1950 für den Polsterlift

## Wirtschaft und Infrastruktur
Von den 14 landwirtschaftlichen Betrieben des Jahres 2010 wurden 1 im Haupt-, 8 im Nebenerwerb, 1 von einer Personengemeinschaft und 4 von juristischen Personen geführt. Im Produktionssektor arbeiteten 37 der 41 Erwerbstätigen in der Bauwirtschaft. Die wichtigsten Arbeitgeber des Dienstleistungssektors waren die Bereiche soziale und öffentliche Dienste (58), Handel (46) und Beherbergung und Gastronomie (25 Mitarbeiter).
| Wirtschaftssektor            | Anzahl Betriebe | Anzahl Betriebe | Anzahl Betriebe | Erwerbstätige | Erwerbstätige | Erwerbstätige |
| Wirtschaftssektor            | 2021            | 2011            | 2001            | 2021          | 2011          | 2001          |
| ---------------------------- | --------------- | --------------- | --------------- | ------------- | ------------- | ------------- |
| Land- und Forstwirtschaft 1) | 5               | 14              | 13              | 15            | 23            | 17            |
| Produktion                   | 5               | 6               | 1               | 16            | 41            | 9             |
| Dienstleistung               | 57              | 62              | 58              | 259           | 168           | 170           |

1) Betriebe mit Fläche in den Jahren 2010 und 1999, Arbeitsstätten im Jahr 2021

### Arbeitsmarkt, Pendeln
Von den 421 Erwerbstätigen, die 2011 in Vordernberg lebten, arbeiteten 99 in der Gemeinde, mehr als drei Viertel pendelten aus.

### Verkehr
Die wichtigste Straßenverbindung ist die Eisen Straße B115.

## Politik

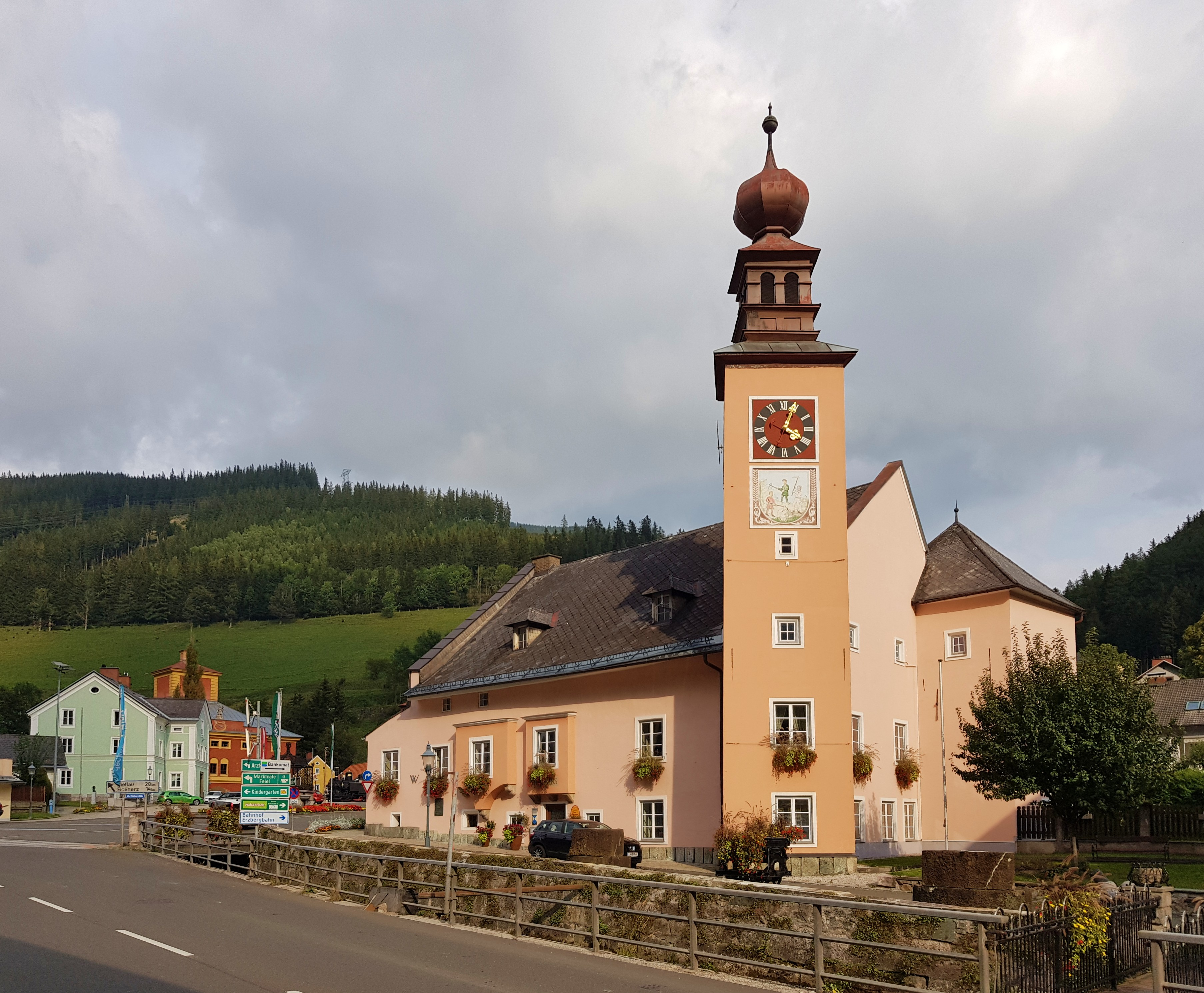
Rathaus Vordernberg (ehemaliges Gewerkenhaus Schachner)

### Gemeinderat
Der Gemeinderat hat 15 Mitglieder.
- Mit den Gemeinderatswahlen in der Steiermark 2000 hatte der Gemeinderat folgende Verteilung: 13 SPÖ, 1 ÖVP und 1 FPÖ.
- Mit den Gemeinderatswahlen in der Steiermark 2005 hatte der Gemeinderat folgende Verteilung: 12 SPÖ, 2 ÖVP und 1 FPÖ.[24]
- Mit den Gemeinderatswahlen in der Steiermark 2010 hatte der Gemeinderat folgende Verteilung: 13 SPÖ und 2 FPÖ.[25]
- Mit den Gemeinderatswahlen in der Steiermark 2015 hatte der Gemeinderat folgende Verteilung: 11 SPÖ, 2 Bürgerliste Vordernberg und 2 FPÖ.[26]
- Mit den Gemeinderatswahlen in der Steiermark 2020 hat der Gemeinderat folgende Verteilung: 12 SPÖ, 2 WIR–Wir für Vordernberg und 1 ÖVP.[27]

### Bürgermeister
- seit 1999 Walter Hubner (SPÖ)[28]

### Wappen
Das Wappen wurde am 14. Juli 1453 zu Graz durch Kaiser Friedrich III. verliehen. Blasonierung: „ainen Schilt von Lasur dar Inn ain Ertztperg vnd drew steunde Menndl, ains mit rotem gewand, das annder mit Weissem gewand geklaidet, mit zwain Krampen hawund in ain Meß, vnd dazwischen das dritt mit grünem gewand geklaidet hawund mit ainem krampen in dasselb Ercztgeperg.“

### Gemeindepartnerschaft
- seit 1982 Berg in Rheinland-Pfalz, Deutschland[30]

## Persönlichkeiten

### Aus Vordernberg stammende Persönlichkeiten
- Heinrich Mitsch (1826–1903), Eisen-Gewerke, Radmeister (Radwerk XI)
- Hans von Rebenburg (1834–1917), Radmeister (Radwerk IX)
- Viktor Zack (1854–1939), österreichischer Lehrer, Chorleiter, Volksliedforscher und -sammler, bedeutendster Volksliedforscher der Steiermark.
- Raimund Bachmann (1882–1961), Politiker (SdP, KPÖ)
- Gustav Hackl (1892–1962), Internist, Lungenfacharzt und Heimatforscher
- Monika Kaufmann (* 1955), Landwirtin, Politikerin und Abgeordnete zum Landtag
- Peter Wirnsberger (* 1958), ehemaliger Skirennläufer (Olympiasilber Abfahrt 1980)

### Persönlichkeiten mit Beziehung zum Ort
- Elisabeth Maria Stampfer (1638 Graz–1700 in Obervellach), Radmeistersgattin, verfasste das „Hausbüchl der Stampferin“, lebte in Vordernberg.
- Joseph Pauer (1758–1840), Industrieller, Adelung zum „Edler von Friedau“, nach ihm ist der Ortsteil Friedauwerk benannt
- Josef Seßler (1763–1842), Industrieller und Radmeister (Radwerk III)
- Matthäus Loder (1781–1828), Kammermaler von Erzherzog Johann, hier verstorben und am Friedhof Vordernberg begraben.
- Peter Tunner (1809–1897), Bergbaupionier, erster Lehrer der in Vordernberg gegründeten Steiermärkisch-Ständischen Montanlehranstalt